# Maria-Magdalenen-Kloster (Einbeck)

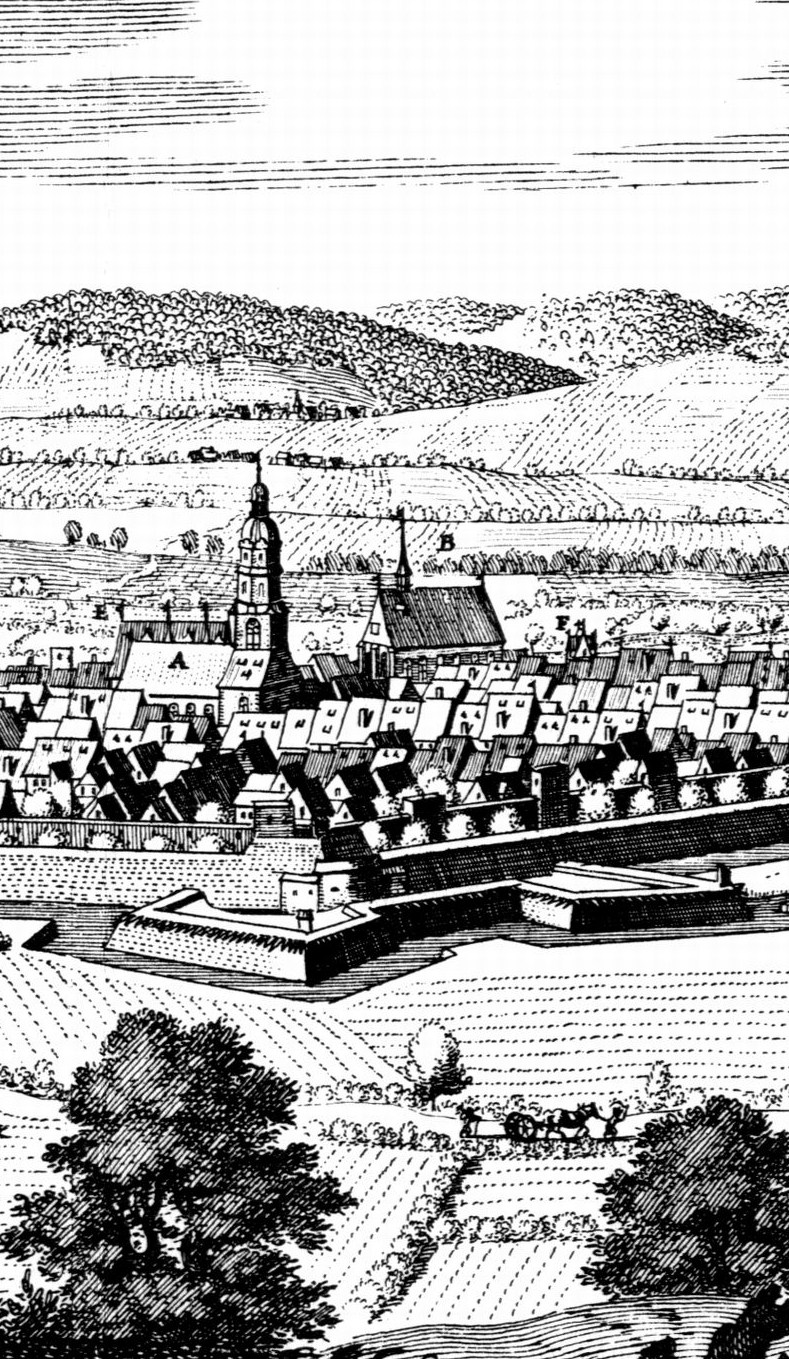
Marienkirche (1654) in der Neustadt südwestlich der Marktkirche (Einbeck)

Das Maria-Magdalenen-Kloster, lateinisch monasterium beatae Mariae Magdalenae de poenitentia secundum regularum S. Augustini, war ein Nonnenkloster des Magdalenerinnenordens in Einbeck.

## Geschichte
Es wurde Anfang des 14. Jahrhunderts auf einem vom Stift Sankt Alexandri hergegebenen Grundstück von nicht überlieferten Stiftern außerhalb Einbecks gegründet. Das Kloster lag ursprünglich in der Nähe des Bensertors; die genauere Lage ist heute nicht mehr bekannt. Die Nonnen trugen weiße wollene Kleidung und wurden daher auch „Weißfrauen“ genannt.
Nach einigen Jahren erwarben die Nonnen ein Grundstück in der Neustadt Einbecks, um in der dortigen Kirche Gottesdienst halten zu können. Bischof Peter von Mainz genehmigte 1318 die Mitnutzung der Kirche und auch der Stadtrat Einbecks stimmte nach anfänglichem Widerstand zu. 1322 wurde der Bau des Klosters fertiggestellt. Im gleichen Jahr stiftete die Familie von Benhusen, aus der späteren Wüstung Bensen am Südrand der Einbecker Landwehr, dem Kloster die Hälfte ihrer Mühle an der Ilme.  
Zum Gottesdienst gelangten die Nonnen über einen Hocheingang in die Kirche, da sich ihr Chor über dem der Herren befand. 1387 konnten dank einer Stiftung des Bürgers Johann Westphal, drei Kapläne eingestellt werden. Das Hochamt fand täglich statt. Nach einer Festlegung der Kirchenversammlung in Basel von 1435 sollten die Priore der Klöster Windesheim und Wittenburg das Einbecker Kloster reformieren. Daher fanden seitdem Visitationen durch das Kloster Wittenburg statt. Das Kloster erwarb den angrenzenden Amelungsborner Hof für 22 Mark. Dieser Hof, auch Mönchehof genannt, war 1306 an der Hullerser Straße entstanden, hatte eine Kapelle, da er von zwei Mönchen bewohnt wurde, und war mit 15 Morgen Gärten, 39 Morgen Wiesen und 243 Morgen Acker bei Einbeck sowie 5 Morgen Acker bei Salzderhelden begütert und verfügte außerdem über Zehntrechte in Drüber, Hollenstedt, Hullersen, Kuventhal, Odagsen, Stöckheim und Volksen.  
Bis Anfang des 16. Jahrhunderts stand dem Kloster eine Priorin vor, danach eine Domina. Die ökonomischen Angelegenheiten regelte anfangs ein Propst, später ein Prokurator. Das Kloster war bei Einbeck mit Gärten, Teichen sowie fünf Höfen begütert und bewirtschaftete das Vorwerk in der Hegerstraße. Es besaß je einen Hof bei Immensen und Hollenstedt. Beim Stadtrat von Lüneburg hatte es ein Kapital von 208 Goldgulden. Es hatte drei Siegel, deren wesentliches Merkmal Maria Magdalena war. 
Der Konvent erlosch bald nach Einführung der Reformation in der Stadt Einbeck. Seine Gebäude wurden Anfang des 17. Jahrhunderts durch eine Schule ersetzt, die 1826 abbrannte. Die benutzte Pfarrkirche St. Marien in der Neustadt wurde 1963 abgerissen. Deren unterirdische Reste unter dem Neustädter Kirchplatz sind als Bodendenkmal geschützt.